# Leutsuvaara
Leutsuvaara är ett berg i Finland. Det ligger i Enontekis i landskapet Lappland, i den norra delen av landet, 1 000 km norr om huvudstaden Helsingfors. Toppen på Leutsuvaara är 600 meter över havet.
Terrängen runt Leutsuvaara är huvudsakligen kuperad, men åt sydost är den platt.  Trakten runt Leutsuvaara är nära nog obefolkad, med mindre än två invånare per kvadratkilometer. Närmaste större samhälle är Kilpisjärvi, 15,6 km norr om Leutsuvaara. Omgivningarna runt Leutsuvaara är i huvudsak ett öppet busklandskap.